# SN 1997at
SN 1997at – supernowa odkryta 8 marca 1997 roku w galaktyce A104337-0049. W momencie odkrycia miała maksymalną jasność 21,60m.